# Ceromitia bipartita
Ceromitia bipartita là một loài bướm đêm thuộc họ Adelidae. Loài này có ở Nam Phi.